# Snes9x

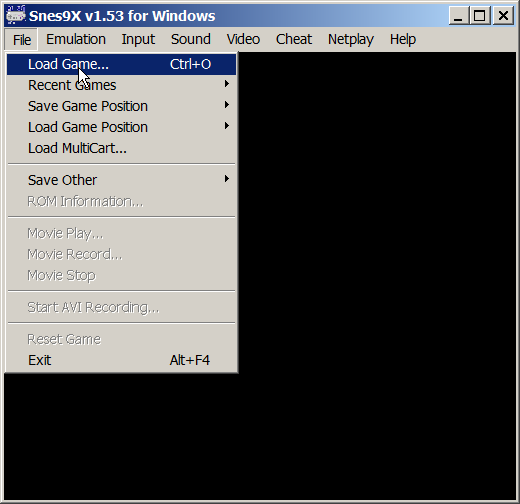
Capture d'écran du logiciel

Snes9x est un émulateur pour Super Nintendo écrit en C++ pour les plateformes : Windows, Linux, Mac OS X, AmigaOS 4, MorphOS, PlayStation Portable, iOS et Android.
En 2005, Retro Gamer a cité Snes9x comme le « meilleur émulateur Nintendo disponible ».